# Whaw
Whaw – osada w Anglii, w hrabstwie North Yorkshire, w dystrykcie (unitary authority) North Yorkshire. Leży 82 km na północny zachód od miasta York i 350 km na północ od Londynu.